# Le Noirmont
Le Noirmont (Duits, verouderd: Schwarzenberg) is een gemeente en plaats in het Zwitserse kanton Jura en maakt deel uit van het district Franches-Montagnes.
Le Noirmont telt 1629 inwoners.